# Domprosteriet, Göteborgs stift
För det domprosteri i Göteborgs stift som existerade mellan 1764 och 1839, se Göteborgs domprosteri.
Domprosteriet var ett kontrakt, prosteri, inom Göteborgs stift inom Svenska kyrkan. Kontraktet utökades och namnändrades 2018  till Göteborgs södra kontrakt.
Kontraktskod var 0801.

## Administrativ historik
Kontraktet bildades 1 april 1950 från Göteborgs domprosteris södra kontrakt
- Domkyrkoförsamlingen i Göteborg
- Göteborgs Kristine församling som 1974 uppgick i Domkyrkoförsamlingen
- Tyska Kristine församling (icke-territoriell församling)
- Göteborgs Vasa församling
- Göteborgs Johannebergs församling
- Göteborgs Haga församling
- Lundby församling som 1962 övergick till Hisings kontrakt

1961 bildades 
- Biskopsgårdens församling som 1962 övergick till Hisings kontrakt
- Brämaregårdens församling som 1962 övergick till Hisings kontrakt

1962 tillfördes från då upplösta Göteborgs västra kontrakt
- Göteborgs Annedals församling
- Göteborgs Masthuggs församling
- Göteborgs Oscar Fredriks församling